# Storedys
Der Storedys war eine megalithische Grabanlage der jungsteinzeitlichen Nordgruppe der Trichterbecherkultur im Kirchspiel Esbønderup in der dänischen Kommune Gribskov. Er wurde im 19. Jahrhundert zerstört.

## Lage
Das Grab lag nordöstlich von Saltrup auf einem Feld. Etwa 500 m südsüdwestlich lag das ebenfalls zerstörte Ganggrab Søndergaard.

## Forschungsgeschichte
Aus dem Grab wurden im 19. Jahrhundert Funde geborgen und dem damaligen Besitzer der Wassermühle in Esrum übergeben. Später wurde das Grab völlig abgetragen. Eine Dokumentation der Fundstelle durch Mitarbeiter des Dänischen Nationalmuseums im Jahr 1886 erbrachte keine Hinweise auf bauliche Überreste.

## Beschreibung

### Architektur
Die Anlage besaß eine Hügelschüttung unbekannter Form und Größe. Diese enthielt eine Grabkammer, die wohl als Dolmen anzusprechen ist. Sie bestand aus vier Wandsteinen und einem Deckstein. Zur Orientierung und den Maßen der Kammer liegen keine Angaben vor.

### Funde
Aus dem Grab wurden Feuerstein-Beile und Bernstein-Perlen geborgen.